# Маний Рабулей
Маний Рабулей (лат. Manius Rabuleius; V век до н. э.) — римский политический деятель, член второй коллегии децемвиров (450—449 годы до н. э.).
Включение Мания Рабулея, как и ряда других лиц, в децемвирскую коллегию источники приписывают козням Аппия Клавдия, стремившегося к единоличной власти и поэтому организовавшего победу на выборах удобных для него кандидатов.
Когда сабиняне совершили очередной набег на владения Рима, Рабулею наряду с Квинтом Петелием и Квинтом Фабием Вибуланом поручили вести войну с ними. Но римское войско потерпело полное поражение при Эрете из-за недовольства солдат правлением децемвиров и бежало почти до самого города. Именно в этом войске по приказу Фабия был убит бывший народный трибун Луций Сикций Дентат, что стало одним из главных поводов к восстанию и свержению децемвиров.
После примирения патрициев и плебеев Маний Рабулей, как и все его коллеги по должности, стал частным лицом и отправился в изгнание; его имущество было конфисковано.